# Trofeo Serra de Tramuntana 2023
La 32.ª edición de la clásica ciclista Trofeo Serra de Tramuntana fue una carrera en España que se celebró el 28 de enero de 2023 sobre un recorrido de 123,2 kilómetros en la isla balear de Mallorca. La carrera formó parte del cuarto trofeo de la Challenge Ciclista a Mallorca 2023.
La carrera formó parte del UCI Europe Tour 2023, calendario ciclístico de los Circuitos Continentales UCI, dentro de la categoría 1.1 y fue ganada por el belga Kobe Goossens del Intermarché-Circus-Wanty. Completaron el podio, como segundo y tercer clasificado respectivamente, los también belgas Lennert Van Eetvelt del Lotto Dstny e Ilan Van Wilder del Soudal Quick-Step.

## Equipos participantes
Tomaron parte en la carrera 21 equipos: 8 de categoría UCI WorldTeam, 10 de categoría UCI ProTeam, 2 de categoría Continental y la selección de España. Formaron así un pelotón de 144 ciclistas de los que acabaron 81. Los equipos participantes fueron:
| WorldTeams (8)- Bora-Hansgrohe - Cofidis - EF Education-EasyPost - Intermarché-Circus-Wanty - Movistar Team - Soudal Quick-Step - Arkéa-Samsic - UAE Team Emirates ProTeams (10)- Burgos-BH - Caja Rural-Seguros RGA - Eolo-Kometa - Equipo Kern Pharma - Euskaltel-Euskadi - Green Project-Bardiani CSF-Faizanè - Human Powered Health - Israel-Premier Tech - Lotto Dstny - Team Flanders-Baloise Equipos continentales (2)- Electro Hiper Europa - Project Echelon Racing Equipo nacional- España |
| |

## Clasificación final
- La clasificación finalizó de la siguiente forma:[3]

| \| Clasificación general \| Clasificación general \| Clasificación general \| Clasificación general \| Clasificación general \| \| Ciclista \| Ciclista \| Equipo \| Tiempo \| \| \| --------------------- \| --------------------- \| ---------------------------------- \| --------------------- \| --------------------- \| \| 1.º \| Kobe Goossens \| Intermarché-Circus-Wanty \| 2 h 55 min 07 s \| \| \| 2.º \| Lennert Van Eetvelt \| Lotto Dstny \| + 7 s \| \| \| 3.º \| Ilan Van Wilder \| Soudal Quick-Step \| + 9 s \| \| \| 4.º \| Lilian Calmejane \| Intermarché-Circus-Wanty \| + 11 s \| \| \| 5.º \| Brandon McNulty \| UAE Team Emirates \| + 13 s \| \| \| 6.º \| Hugh Carthy \| EF Education-EasyPost \| + 13 s \| \| \| 7.º \| Alessio Martinelli \| Green Project-Bardiani CSF-Faizanè \| + 13 s \| \| \| 8.º \| Alessandro Tonelli \| Green Project-Bardiani CSF-Faizanè \| + 21 s \| \| \| 9.º \| João Almeida \| UAE Team Emirates \| + 31 s \| \| \| 10.º \| Harry Sweeny \| Lotto Dstny \| + 1 min 20 s \| \| |                     |                                    |                 |
| |                     |                                    |                 |
| Fuente: ProCyclingStats |                     |                                    |                 |
| Clasificación general |                     |                                    |                 |
| Ciclista | Ciclista            | Equipo                             | Tiempo          |
| 1.º | Kobe Goossens       | Intermarché-Circus-Wanty           | 2 h 55 min 07 s |
| 2.º | Lennert Van Eetvelt | Lotto Dstny                        | + 7 s           |
| 3.º | Ilan Van Wilder     | Soudal Quick-Step                  | + 9 s           |
| 4.º | Lilian Calmejane    | Intermarché-Circus-Wanty           | + 11 s          |
| 5.º | Brandon McNulty     | UAE Team Emirates                  | + 13 s          |
| 6.º | Hugh Carthy         | EF Education-EasyPost              | + 13 s          |
| 7.º | Alessio Martinelli  | Green Project-Bardiani CSF-Faizanè | + 13 s          |
| 8.º | Alessandro Tonelli  | Green Project-Bardiani CSF-Faizanè | + 21 s          |
| 9.º | João Almeida        | UAE Team Emirates                  | + 31 s          |
| 10.º | Harry Sweeny        | Lotto Dstny                        | + 1 min 20 s    |

## UCI World Ranking
El Trofeo Serra de Tramuntana otorgó puntos para el UCI World Ranking para corredores de los equipos en las categorías UCI WorldTeam, UCI ProTeam y Continental. Las siguientes tablas son el baremo de puntuación y los diez corredores que obtuvieron más puntos:
| Posición   | 1.º | 2.º | 3.º | 4.º | 5.º | 6.º | 7.º | 8.º | 9.º | 10.º | 11.º | 12.º | 13.º-15.º | 16.º-25.º |
| Puntuación | 125 | 85  | 70  | 60  | 50  | 40  | 35  | 30  | 25  | 20   | 15   | 10   | 5         | 3         |

| Clasificación |                     |                                    |        |
| Posición      | Ciclista            | Equipo                             | Puntos |
| ------------- | ------------------- | ---------------------------------- | ------ |
| 1.º           | Kobe Goossens       | Intermarché-Circus-Wanty           | 125    |
| 2.º           | Lennert Van Eetvelt | Lotto Dstny                        | 85     |
| 3.º           | Ilan Van Wilder     | Soudal Quick-Step                  | 70     |
| 4.º           | Lilian Calmejane    | Intermarché-Circus-Wanty           | 60     |
| 5.º           | Brandon McNulty     | UAE Emirates                       | 50     |
| 6.º           | Hugh Carthy         | EF Education-EasyPost              | 40     |
| 7.º           | Alessio Martinelli  | Green Project-Bardiani CSF-Faizanè | 35     |
| 8.º           | Alessandro Tonelli  | Green Project-Bardiani CSF-Faizanè | 30     |
| 9.º           | João Almeida        | UAE Emirates                       | 25     |
| 10.º          | Harry Sweeny        | Lotto Dstny                        | 20     |